# Mykoła Hibaluk
Mykoła Mykołajowycz Hibaluk, ukr. Микола Миколайович Гібалюк (ur. 21 maja 1984 w Kamieńcu Podolskim, w obwodzie chmielnickim) – ukraiński piłkarz, grający na pozycji obrońcy lub pomocnika.

## Kariera piłkarska

### Kariera klubowa
Wychowanek Szkoły Piłkarskiej Zmina-Obołoń Kijów. W 2000 rozpoczął karierę piłkarską w Obołoniu Kijów. Latem 2002 przeszedł do Metałurha Donieck, w którym występował tylko w drugiej drużynie. W początku 2003 roku został wypożyczony do Bananca Erywań. Latem 2003 zasilił skład Illicziwca Mariupol. Latem 2007 wyjechał do Mołdawii, gdzie został piłkarzem Zimbru Kiszyniów. Podczas przerwy zimowej sezonu 2007/08 podpisał kontrakt z Wołyniem Łuck. Ale po pół roku gry postanowił ponownie wyjechać za granicę, gdzie bronił barw mołdawskiej Dacii Kiszyniów i azerskiej FK Qəbələ. Podczas przerwy zimowej sezonu 2009/10 przeniósł się do Zakarpattia Użhorod. W końcu sierpnia 2012 opuścił klub z Użhoroda.

## Sukcesy i odznaczenia

### Sukcesy klubowe
- mistrz Pierwszej Ligi Ukrainy: 2012